# Adrian Zieliński
Adrian Edward Zieliński (* 28. března 1989, Nakło nad Notecią) je polský vzpěrač. Má zlatou medaili z olympijských her v Londýně roku 2012 z váhové kategorie do 85 kilogramů, když celkově zdvihl nad hlavu 385 kg. Má rovněž zlato z mistrovství světa 2010 (do 85 kg), stříbro z mistrovství světa 2015 (do 94 kg) a bronz z mistrovství světa 2011 (do 85 kg). Je též mistrem Evropy z roku 2014, z váhové kategorie do 94 kilogramů. Na olympijských hrách v Riu 2016 byl vyloučen ze soutěže kvůli dopingovému nálezu (nandrolon), a jeho sportovní kariéra tím skončila. V roce 2016 vstoupil do armády, ale po dopingovém nálezu byl z armády vyhozen bez možnosti návratu. Jeho bratr Tomasz Zieliński je také vzpěrač a medailista z londýnských her.